# 30 minut
«30 Minut» es un sencillo del álbum 200 Po Vstrechnoy del grupo t.A.T.u., publicado en 2001. También conocido como "Полчаса" (Media hora). Los autores de la canción Sergey Galoyan, Valery Polienko, Ivan Shapovalov.

## Video
Del director Ivan Shapovalov. En el video se muestra como Lena está en un carrusel con un chico y empiezan a desvestirse sin percatarse que Yulia los observa.
Yulia en el baño comienza a preparar una bomba reloj, la cual deposita en la mochila de Lena.
Mientras Lena y el chico se desvisten el muchacho toma la mochila y la coloca en el suelo. Ellos continúan besándose mientas Yulia sigue observando. Cuando el tiempo de la bomba se agota todo explota.
- Datos: Q1981188